# Mikawa (Ehime)
La Villa de Mikawa (美川村 Mikawa-mura?) fue una villa del Distrito de Kamiukena en la Región de Chuyo de la Prefectura de Ehime.

## Características
A partir del 1° de agosto de 2004 y como consecuencia de una fusión, desaparece, pasando a formar parte del Pueblo de Kumakogen.
Antes de producirse la fusión limitaba con el Pueblo de Kuma y las villas de Omogo y Yanadani (las tres forman parte en la actualidad del Pueblo de Kumakogen) del Distrito de Kamiukena; el Pueblo de Oda también del Distrito Kamiukena (ahora parte del Pueblo de Uchiko del Distrito de Kita); y finalmente el Pueblo de Ikegawa (池川町 Ikegawa-chō?) y la Villa de Agawa (吾川村 Agawa-mura?), ambos son actualmente parte del Pueblo de Niyodogawa (仁淀川町 Niyodogawa-chō?) del Distrito de Agawa (吾川郡 Agawa-gun?) en la Prefectura de Kochi.
Tenía una población que no llegaba a los 2.500 habitantes, y era conocida por el Té de Mikawa (美川茶 Mikawa-cha?) y por el Centro de Esquí Mikawa (美川スキー場?). A mediados del siglo XX tenía una población cercana a los 9.600 habitantes, pero esa cifra se redujo gradualmente.

## Localización y descripción
La villa de Mikawa estaba localizada en la zona montañosa del centro de la Prefectura de Ehime, entre el Pueblo de Kuma y la Villa de Yanadani (aunque actualmente las tres son parte del mismo Pueblo de Kumakogen (久万高原町 Kumakōgen-chō?). Su principal vía de acceso fue la Ruta Nacional 33 que une Matsuyama (capital de la Prefectura de Ehime) y Kochi (capital de la Prefectura de Kochi). Se sitúa a 16 km de Matsuyama y a 76 km de la Ciudad de Kochi. Otra ruta de acceso es la Ruta Nacional 494 que también la comunica con la Ciudad de Matsuyama.
El Río Omogo nace en el Monte Ishizuchi, el monte más alto de Japón Occidental (西日本 Nishi-Nihon?). En su recorrido por la villa se une al Río Kuma (久万川 Kuma-gawa?) en una zona conocida como Mimido (御三戸?), cambia su nombre al de Río Niyodo y continúa su camino hacia el sur a través de un valle de unos 700 m de profundidad, cruzando la Cadena Montañosa de Shikoku. Así el Río Niyodo atraviesa lo que fue la Villa de Yanadani hasta llegar a la Prefectura de Kochi, continuando su recorrido para finalmente desembocar en el Océano Pacífico.
Dentro de la Villa de Mikawa había 43 núcleos poblacionales, todos de tamaño reducido y dispersas en zonas de pendientes no muy pronunciadas. Como resultado, éstas están localizadas en lugares bastante alejados de la Ruta Nacional 33 que corre paralela a los ríos Kuma y Omogo. A la vera de la Ruta Nacional 33 no se pueden apreciar núcleos poblacionales como tales; sólo en cercanías de Mimido, donde se concentran las instalaciones de uso común (incluida la actual Dependencia Mikawa de la Municipalidad del Pueblo de Kumakogen) se puede reconocer el centro de la villa.

## Origen del nombre
Fue propuesto en 1955 al momento de crearse una nueva villa a partir de tres preexistentes. La villa estaba surcada por los ríos Omogo y Kuma, que al confluir formaban el Río Niyodo; en referencia a estos tres ríos principales surge el sonido "み" que significa "tres" en japonés. También la elección del nombre se vio influenciada por el hecho de que una denominación antigua del Río Omogo era Río Mi (味川 Mi-kawa?) y porque el edificio de la Municipalidad se localizó en un lugar conocido como Mimido (御三戸?). Al sonido "み" se le aplicó el kanji "美" para hacer referencia a la belleza de la naturaleza y decidiéndose finalmente por el nombre de Mikawa (美川?).

## Actividades económicas
Se cultivan frutillas, ajíes, té y shiitake, principalmente. También se practica la ganadería y la actividad forestal.

## Turismo
Los principales puntos de interés turístico son la Roca Mimido (御三戸嶽 Mimido-dake?)、el Templo Iwaya (岩屋寺 Iwaya-ji?)、las Ruinas de Kamikuroiwa (上黒岩遺跡 Kamikuro'iwa-iseki?)、la Casa Koko (考古館 Kōko-kan?)、la Antigua Residencia de la Familia Yamanaka (旧山中家住宅 Kyū Yamanaka-ke jūtaku?)、el Karst de Shikoku (四国カルスト Shikoku-karusuto?)、el Monte Ookawa (大川嶺 Ookawa-mine?) y el Centro de Esquí Mikawa (美川スキー場 Mikawa Sukī-jō?)、entre otros.

## Historia
- En la época de los Han (藩?), perteneció al Han de Matsuyama (松山藩 Matsuyama-han?).
- A principios de la Era Meiji (明治時代 Meiji-jidai?) estaba conformada por once villas: Shide (仕出?), Nanatori (七鳥?), Higashigawa (東川?), Hinoura (日野浦 Hino'ura?), Nakakuroiwa (中黒岩 Nakakuro'iwa?), Kamikuroiwa (上黒岩 Kamikuro'iwa?), Oogawa (大川?), Arieda (有枝 Ari'eda?), Kusu (久主?), Kurofujigawa (黒藤川?) y Sawatari (沢渡?).
- 1889: El 15 de diciembre se fusionan las villas de Hinoura, Nakakuroiwa, Kamikuroiwa, Oogawa y Arieda, formando la Villa de Hirokata.
- 1889: El 15 de diciembre se fusionan las villas de Shide, Nanatori y Higashikawa, formando la Villa de Shinagawa.
- 1889: El 15 de diciembre se fusionan las villas de Kusu, Kurofujigawa y Sawatari, formando la Villa de Nakatsu.
- 1955: El 31 de marzo se fusionan las villas de Hirokata, Shinagawa y parte de Nakatsu, formando la Villa de Mikawa.
- 1959: El 31 de marzo una parte de la villa pasa a ser parte del Pueblo de Kuma.
- 2004: El 1° de abril se fusiona con el Pueblo de Kuma, y las villas de Omogo y Yanadani, formando el Pueblo de Kumakogen, poniendo punto final a su historia.